# Adhitthana
Adhitthana en pali (sanskrit: adhishthana) est une perfection du bouddhisme, une paramita. Il s'agit de la volonté, la détermination. Il désigne les pouvoirs magiques des bouddhas, en particulier le premier des iddhis. Dans les textes palis l'adhitthana est le pouvoir de la volonté à contrôler la durée du samadhi ou les pouvoirs psychiques qui en découlent.